# Ovidiu Ganț
Ovidiu Victor Ganț (ur. 18 sierpnia 1966 w Deta) – rumuński nauczyciel i polityk narodowości niemieckiej, poseł mniejszości niemieckiej do Izby Deputowanych.

## Życiorys
W 1989 ukończył studia matematyczne na Universitatea de Vest din Timișoara, po czym pracował jako nauczyciel w szkołach średnich. Współpracował też z macierzystym uniwersytetem, w okresie 1998–2001 był dyrektorem liceum w Timișoarze. Był związany z Rumuńsko-Niemiecką Izbą Handlową (jako sekretarz przemysłu i handlu w latach 2003–2004). Od lat 90. działał w Demokratycznym Forum Niemców w Banacie, był jego wiceprzewodniczącym (2004–2008). Był członkiem Niemiecko-Rumuńskiego Towarzystwa Kulturalnego, a także współpracownikiem pisma „Allgemeine Deutsche Zeitung Für Rumänien”.
W latach 2001–2004 pełnił obowiązki wiceministra w ministerstwie spraw zagranicznych. W 2004, 2008, 2012, 2016, 2020 i 2024 wybierany na posła do Izby Deputowanych jako przedstawiciel mniejszości niemieckiej.
W latach 2005–2006 był obserwatorem, a w 2007 parlamentarzystą europejskim (członkiem grupy chadeckiej oraz Komisji Kultury i Edukacji).
Odznaczony m.in. Orderem Zasługi Republiki Federalnej Niemiec.